# Айзек Бентам
Айзек Бентам (англ. Isaac Bentham, 27 жовтня 1886 — 5 травня 1917) — британський плавець і ватерполіст.
Олімпійський чемпіон 1912 року.